# Charinus lalylaurarum
Espèce
Charinus lalylaurarum est une espèce d'amblypyges de la famille des Charinidae.

## Distribution
Cette espèce est endémique de Guyane. Elle se rencontre vers Roura.

## Habitat
Elle se rencontre à l'intérieur ou à proximité directe des fourmilières de Tetramorium sp. et Solenopsis sp..

## Description
Les mâles mesurent de 4,95 mm à 5,33 mm. Les femelles mesurent de 5,14 mm à 6,86 mm

## Systématique et taxinomie
Cette espèce a été décrite en 2023 par Éric Ythier et Giupponi.

## Étymologie
Cette espèce est nommée en l'honneur de Laly et Laura Ythier, les filles d'Éric Ythier.

## Publication originale
- (en) Éric Ythier et Alessandro Ponce de Leão Giupponi, « A new whip spider species of the genus Charinus Simon, 1892 (Amblypygi: Charinidae) from French Guiana », Faunitaxys, France, vol. 11, no 54,‎ 2023, p. 1-10 (ISSN 2269-6016, lire en ligne).
- (en) Éric Ythier, « Description of the female of the myrmecophilous whip spider Charinus lalylaurarum Ythier & Giupponi, 2023 from French Guiana (Amblypygi: Charinidae) », Arachnides, France, no 54121,‎ 2025, p. 1-7 (ISSN 2431-2320).